# Orthogonioptilum piersoni
Orthogonioptilum piersoni är en fjärilsart som beskrevs av Thierry Bouyer 1989. Orthogonioptilum piersoni ingår i släktet Orthogonioptilum och familjen påfågelsspinnare. Inga underarter finns listade i Catalogue of Life.